# The Falls
The Falls är en film från 1980 av Peter Greenaway. Filmen var Peter Greenaways första långfilm efter många kortfilmer. Den har inte en traditionell berättarteknik utan har formen av en fiktiv dokumentärfilm i 92 korta delar.